# 師利星哈
師利星哈是寧瑪派具代表性的大圓滿祖師，血统是漢人。（藏語：ཤྲཱི་སིང་ཧ་，威利转写：Shri Singha）或譯作師利僧哈，謝爾遜哈或吉祥獅子。據藏文《寧瑪教派源流》記載，為漢地疏青人，父親名叫朱青，母親名叫南噶。

## 生平
早年參究禪學，於五台山師從印度學者哈芮巴拉(biha-la-ba-rti)學習密法。後至印度，從學於噶拉多傑，習得大圓滿法。後來成為嘉納蘇札、貝瑪木札、蓮花生大士、白若雜納的上師。
噶拉多傑涅槃後，師利星哈將其伏藏在菩提伽耶的經函取出，並返回漢地。在漢地他將大圓滿竅訣部法門分成外、內、密、極密四類。前三類法門定名為有戲法門，並將其伏藏於漢地。極密法門則隨身攜帶，而後得到空行母指示，將此極密法門交給了寧瑪派不共護法一髻佛母，便離群隱居修行，圓寂時證得虹光身。